# Kristián Medoň
Kristián Medoň (ur. 7 grudnia 2000 w Prešovie) – słowacki futsalista, zawodnik z pola, reprezentant Słowacji, uczestnik Letnich Igrzysk Olimpijskich Młodzieży 2018, w których ze swoją drużyną zajął siódme miejsce, obecnie zawodnik Red Devils Chojnice.
Z FK Prešov zdobył Mistrzostwo oraz Puchar Słowacji do lat 18 oraz wicemistrzostwo kraju do lat 20. Z drużyną seniorów klubu z Prešova zdobył Puchar Zachodniej Słowacji 2018, a rok później awansował do najwyższej klasy rozgrywkowej w tym kraju. W 2018 roku został wybrany najlepszym zawodnikiem Słowacji do lat 19. Od początku sezonu 2019/2020 jest zawodnikiem występującego w ekstraklasie Red Devils Chojnice. We wrześniu 2020 otrzymał pierwsze powołanie do seniorskiej reprezentacji Słowacji.